# Adelfa Soro Bó
Adelfa Soro Bó (6. března 1887, Villanueva de Castellón – 27. července 1936, Barcelona) byla španělská římskokatolická řeholnice kongregace Sester dominikánek od Zvěstování Panny Marie a mučednice. Katolická církev jí uctívá jako blahoslavenou.

## Život
Narodila se 6. března 1887 ve Villanueva de Castellón. Byla pokřtěna se jmény Adelfa Josefa Fermina. Roku 1895 přijala z rukou kardinála Antolína Monescilla y Viso svátost biřmování. Ve své rodné obci navštěvovala školu kterou vedli Sestry dominikánky od Zvěstování Panny Marie.
Rozhodla se pro řeholní život a 3. března 1905 vstoupila do výše zmíněné kongregace. Dne 30. dubna 1907 složila své řeholní sliby. Byla hudebně nadaná a vyučovala hudební teorii a hru na klavír. Jako řeholnice pobývala v komunitách sester v Sant Andreu de Palomar, v Gironě, Saltu, Castillo del Remei a nakonec v komunitě na ulici calle Trafalgar v Barceloně.
Po vypuknutí Španělské občanské války a pronásledování katolické církve byly některé sestry nuceny odejít k přátelům a rodinám. V komunitě v Barceloně zůstalo jen pár sester. Dne 27. července byla sestra Adelfa, její představená Ramona Fossas Románs a sestry Teresa Prats Martí, Otilia Alonso González, Ramona Perramón Vila zatčeny a odvedeny milicionáři. Pronásledovatelé je mučili a nutili vzdát se víry, ale řeholnice odvážně odolaly.
Pod záminkou, že je vrátí zpátky do kláštera, nastoupily do nákladního vozu a odvezli na kopec Tibidabo. Následně byly všechny zastřeleny. Dnes se místo vraždy nazývá „les Monges“ a roku 1858 byl na počest sester vztyčen pomník.

## Proces blahořečení
Dne 8. ledna 1958 byl v barcelonské arcidiecézi zahájen její proces blahořečení. Do procesu byli zařazeni také dva dominikánští terciáři a 9 dominikánských sester. 
Dne 19. prosince 2005 uznal papež Benedikt XVI. jejich mučednictví. Blahořečeni byli 28. října 2007.